# 振動

振動するばねと重り

振動（しんどう、英語: oscillation）は、周期運動（periodic motion）の一種。状態が一意に定まらず揺れ動く事象をいう。英語では、重力などによる周期が長い振動と、弾性や分子間力などによる周期の短い振動は別の語が充てられるが、日本語では周期によらず「振動」という語で呼ばれる。周期性のある振動において、単位時間あたりの振動の数を振動数（または周波数）、振動のふれ幅を振幅、振動の一単位にかかる時間を周期という。

## 概要
振動は、同じ場所での物質の周期的な運動であるが、物理学においてさまざまな現象の中に現れ、基本的な概念の一つとして扱われる。物理的にもっとも単純な振動は単振動である。また、振動する系はそれぞれ固有振動（数）をもつ。振動の振幅を減少させる要因がある場合には、振動が次第に弱まる減衰振動となる。外部から一定の間隔で力を与えることなどにより振動を引き起こすことを強制振動とよぶ。強制振動の振動数がその系の固有振動数に近い場合、共振（または共鳴とも）を引き起こす。

振動・波・回転・三角関数の関係

振動は、自然現象の理解において、なくてはならない基礎的な概念である。波動は、空間的な広がりをもつ振動であると解釈することができ、波と振動は相互作用することが多い。古典物理学だけでなく、電磁気学では、電気回路や電場・磁場の振動を扱う。

## 公害としての振動
物が振動すると、音や衝撃を発生させるため、強度の振動は構造物や人体に重大な影響として現れる。この振動が発生する原因としては、自動車や工事などの機械による振動や、地震などの自然原因による振動などがある。
日本では振動は環境基本法で定義されている公害のひとつであり、振動規制法によって規制される。主に、幹線道路を走行する自動車、鉄道を走行する車両、工場の機械設備や土木建築現場の建設機械などの作動によって引き起こされ、周辺住宅などに与える振動は公害とみなされる。
また、上記の公害とは別に、回転機器などにおいては、固有振動と一致すると共振によってより大きな振動となり、破損にいたることもある。

## 事象の大きさによる分類
- 振り子など、マクロな事象には古典力学で扱われる。自由振動などを参照。また、振動している物体からは音波が発生する。
- 熱振動など、ミクロな事象は量子力学的に扱われる。結晶中の格子振動はフォノンとして、分子内の振動は振動準位として記述される。理論的には、調和振動子として近似的に扱われることも多い。不確定性原理に由来する振動は零点振動を参照。

## 数学における振動
数学においては、関数や数列の極限が定まらないとき、振動するという。極限や振動 (数学)を参照。

## 代表例

### 力学
- 二重振り子
- フーコーの振り子
- ヘルムホルツ共鳴器
- 音響共鳴
- 中性子星の拍動 (en:Neutron-star oscillations)（日震学と星震学）
- ブランコ

### 量子力学
- 振動準位

### 熱力学
- 熱振動
  - 格子振動

### 気候と地球物理学
- チャンドラー・ウォブル
- エルニーニョ・南方振動
- 成層圏準2年周期振動
- 潮汐

### 化学
- ベロウソフ・ジャボチンスキー反応
- 水銀の鼓動 (en:Mercury beating heart)

### 電気回路
- 交流
- 発振回路
- 水晶振動子

### 音響
- スピーカー
- マイクロフォン
- 音叉
- 弦楽器

### 光学と電磁気学
- レーザー（電磁場の{\displaystyle 10^{15}}Hzのオーダーでの振動）
- 戸田振動子 (en:Oscillator Todaまたは自励発振 (en:self-pulsation)（{\displaystyle 10^{4}}Hz -- {\displaystyle 10^{6}}Hzの周波数を出力にもつパルスレーザー発振）
- 量子振動子 (en:Quantum oscillator) は量子光学において光学的な局部発振器を指すことがある

### 生物学
- 概日リズム
- 解糖振動 (glycolytic oscillations)
- 捕食者と被食者の増減関係
- 神経振動子 (en:Neural oscillations)

### 人体
- 脳波
- 心拍
- インスリン振動 (en:Insulin release oscillations)
- パイロット誘起振動 (en:Pilot-induced oscillation)
- 発声

### 経済と社会
- 景気循環
- ジェネレーションギャップ
- マルサス経済学
- en:24-hour news cycle

### その他
- 力学的な意味で振動が起こっているわけではないが、振動という語が使用される物理現象としては、ニュートリノ振動がある。